# Nittendorf
Nittendorf ist ein Markt im oberpfälzischen Landkreis Regensburg in Bayern.
Seit dem 20. Jahrhundert entwickelte sich die 2003 zum Markt erhobene Gemeinde zu einer bedeutenden Wohngemeinde.

## Geografie

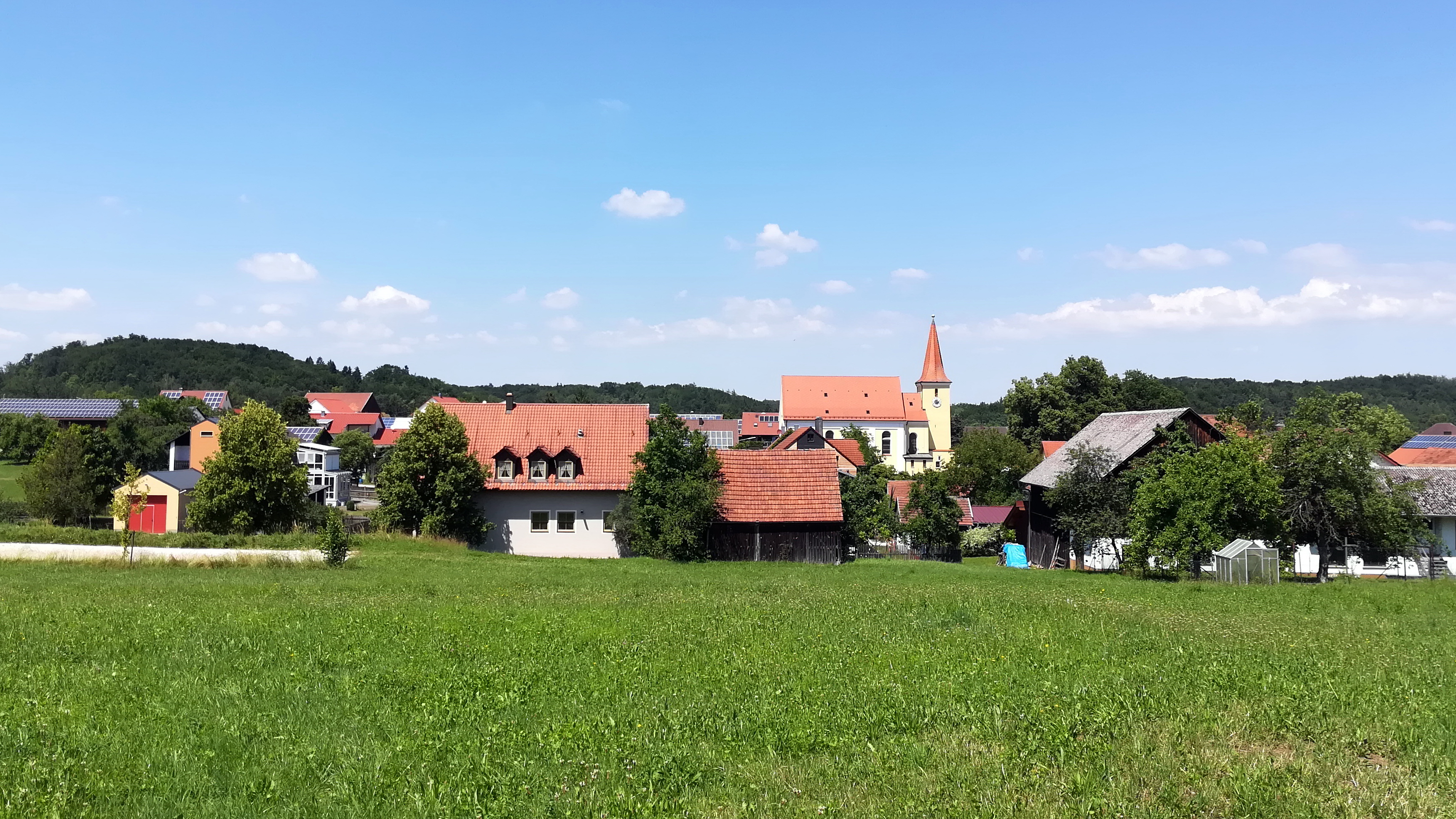
Ortsansicht mit Pfarrkirche St. Katharina

### Geografische Lage
Nittendorf liegt 15 km westlich von Regensburg zwischen Schwarzer Laber und Naab im östlichen Ausläufer des Fränkischen Jura.

### Gemeindegliederung
Es gibt 27 Gemeindeteile (in Klammern ist der Siedlungstyp angegeben), die sich auf fünf Gemarkungen (ehemalige Gemeinden) verteilen (eine sechste Gemarkung, Pielendorfer Wald r.d.Naab, ein ehemaliges unbewohntes gemeindefreies Gebiet, gehört nur teilweise zur Gemeinde Nittendorf):
- Arzweg (Einöde)
- Bärnthal (Einöde)
- Brand (Weiler)
- Eichhofen (Dorf)
- Etterzhausen (Kirchdorf)
- Glockensiedlung (Siedlung)
- Goppenhof (Einöde)
- Grafenried (Weiler)
- Hardt (Dorf)
- Haugenried (Kirchdorf)
- Haus Werdenfels (Anstalt)
- Irgertshofen (Dorf)
- Kühschlag (Dorf)
- Loch (Dorf)
- Nittendorf (Hauptort)
- Obereinbuch (Weiler)
- Oberholz (Weiler)
- Penk (Dorf)
- Pollenried (Dorf)
- Raigerholz (Einöde)
- Rammelstein (Einöde)
- Schönhofen (Kirchdorf)
- Thumhausen (Kirchdorf)
- Undorf (Pfarrdorf)
- Untereinbuch (Einöde)
- Viergstetten (Dorf)
- Zeiler (Dorf)

## Geschichte
Der urkundlich älteste Ort der Gemeinde ist Etterzhausen, das bereits im 9. Jahrhundert erstmals erwähnt wurde. Im Königshof „Eidrateshusa“ stellte Kaiser Otto II. am 5. Oktober 977 eine Urkunde aus, in der er dem Kloster Lorch sein Eigengut Ennsburg und zehn Königshufen in Lorch schenkte.
Die meisten anderen Ortsteile gehen auf das 12. Jahrhundert zurück. Die erste Kirche in Nittendorf wurde in dieser Zeit als Filialkirche der Pfarrei Deuerling erbaut. Die Pfarre Nittendorf wurde 1286 von Herzog Heinrich dem Kloster Prüfening geschenkt.
Nach dem Aussterben des Geschlechtes der Herren von Laaber gelangte Nittendorf und benachbarte Orte über Umwege an das Herzogtum Bayern-Landshut und im Zuge des Landshuter Erbfolgekrieges 1505 an das Herzogtum Pfalz-Neuburg. Fürst Ottheinrich wurde ein Anhänger der neuen Lehre Luthers und Nittendorf nach dem Grundsatz „cuius regio, eius religio“ daraufhin lutherisch. Nach dem Neuburgischen Pfarrbuch war für die Orte Nittendorf, Bergmatting, Dürnstetten und Reichenstetten der lutherische Pfarrer Wolfgang Schuster bereits seit 1539 eingesetzt. Ihm folgte Pfarrer Georg Rittmeier von 1548 bis 1554, um 1582 Pfarrer Heinrich Pichler. Ab 1617 erfolgte die Rekatholisierung der südlichen Oberpfalz. Ob der Pfarrer Kaspar Scriba, der in diesem Jahr für die Orte Nittendorf, Bergmatting, Dürnstetten und Reichenstetten installiert wurde, katholischen oder lutherischen Bekenntnisses war, darin widersprechen sich die Quellen. Um 1645 sind jedenfalls wieder alle Einwohner der ehemaligen pfalz-neuburgischen Gemeinden wieder katholischen Glaubens.
Die Orte Nittendorf und Etterzhausen wurden im Dreißigjährigen Krieg schwer verwüstet. In Eichhofen und Schönhofen gab es lange Zeit Hammerwerke zur Erzverarbeitung. Die heutige Kirche wurde 1730 durch das Kloster Prüfening errichtet.
Durch das bayerische Gemeindeedikt von 1818 wurden die Landgemeinden Nittendorf, Eichhofen, Etterzhausen, Haugenried und Schönhofen gebildet.

### Eingemeindungen und Markterhebung
Die heutige Gemeinde Nittendorf entstand am 1. Juli 1972 im Zuge der Kommunalen Gebietsreform durch Zusammenlegung der Gemeinden Eichhofen, Etterzhausen, Haugenried, Nittendorf und Schönhofen. Am 12. November 2003 wurde Nittendorf zum Markt erhoben. Zum 1. Januar 2014 wurde der südlichste Teil des aufgelösten gemeindefreien Gebietes Pielenhofer Wald rechts der Naab eingemeindet.

### Einwohnerentwicklung
Zwischen 1988 und 2018 wuchs die Gemeinde von 6558 auf 9277 Einwohner bzw. um 41,5 %.
| Jahr      | 1840 | 1900 | 1939 | 1950 | 1961 | 1970 | 1987 | 2011 | 2015 | 2018 | 2020 |
| Einwohner | 1810 | 2481 | 2957 | 4262 | 4880 | 5802 | 6550 | 8832 | 9279 | 9277 | 9286 |

## Politik

### Gemeinderat
Der Gemeinderat besteht aus 20 Mitgliedern. Das im Diagramm rechts dargestellte Ergebnis der Marktgemeinderatswahl vom 15. März 2020 führte zu folgender Verteilung der Sitze:

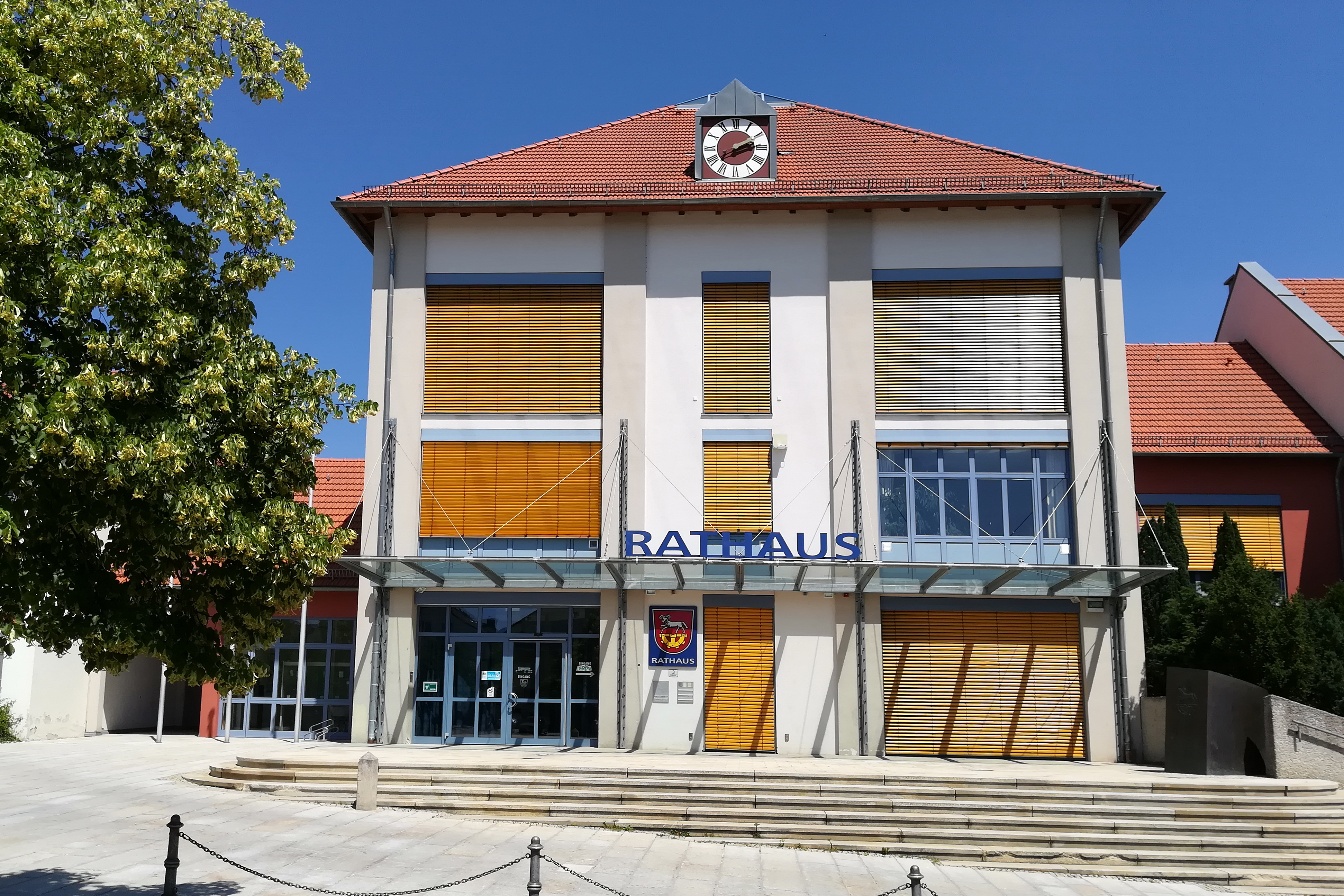
Neues Rathaus Nittendorf

- SPD: 2
- Grüne: 3
- FW: 8
- CSU: 7

### Bürgermeister
Erster Bürgermeister ist seit 1. Mai 2014 Helmut Sammüller (Freie Wähler). Bei der Kommunalwahl vom 15. März 2020 wurde er mit 71,44 % der Stimmen wiedergewählt. Vorgänger war Max Knott (CSU).

### Wappen
| Wappen des Marktes Nittendorf | Blasonierung: „In Rot über einem unterhalben goldenen Wasserrad ein schreitender silberner Widder.“ |
| Wappen des Marktes Nittendorf | Das Wappen wird seit 1974 geführt.                                                                  |

### Partnergemeinde
Partnergemeinde ist  Langenwang in der Steiermark.

## Kultur

### Baudenkmäler

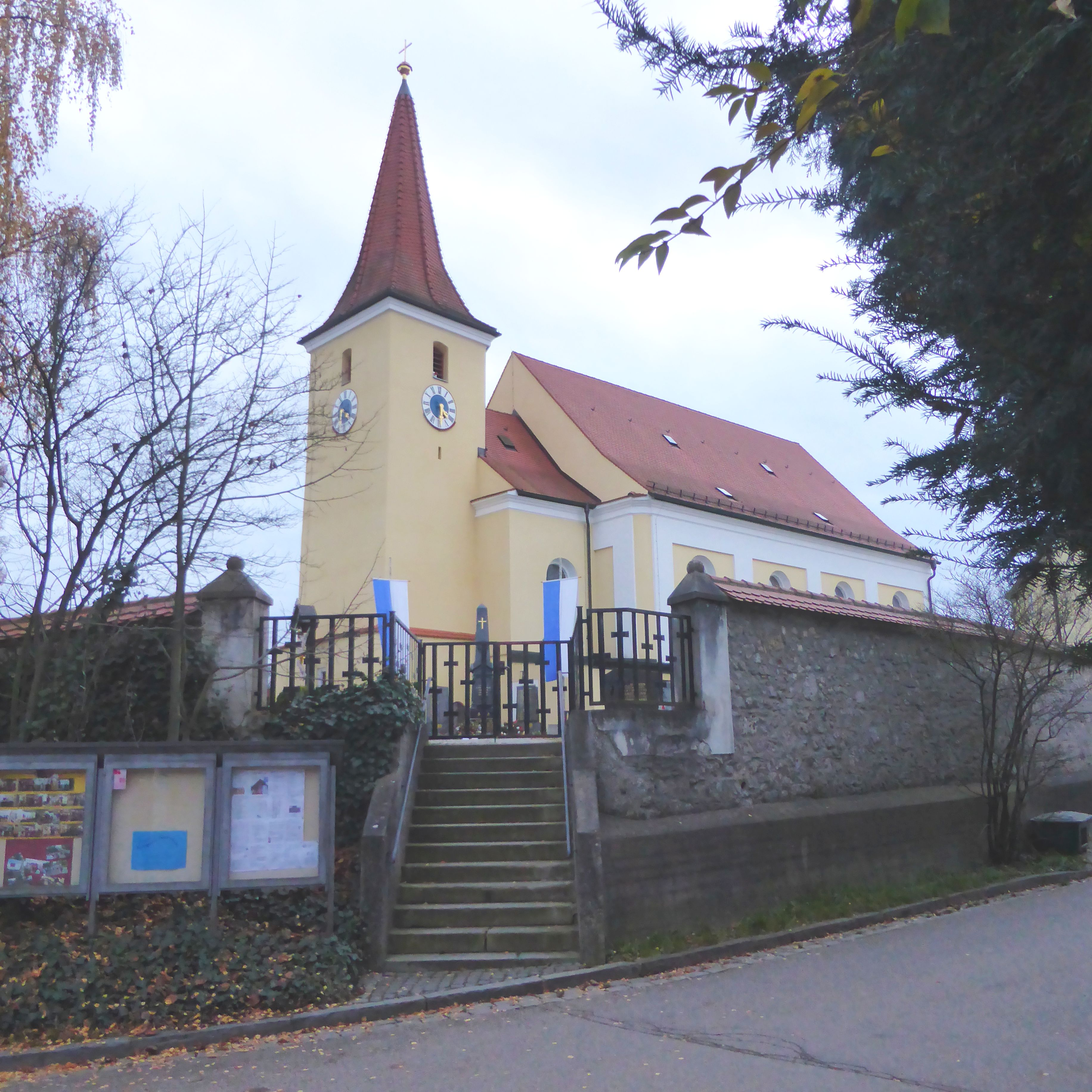
Pfarrkirche St. Katharina Nittendorf

- Pfarrkirche St. Katharina in Nittendorf:

Die Kirche wurde 1730 durch das Kloster Prüfening errichtet. Der ältere Turm dürfte noch vom Vorgängerbau stammen. 1895 wurde die Kirche erweitert. Im Inneren sind eine Holzfigur von Maria auf der Mondsichel aus dem Jahr 1500, mehrere Grabsteine und Beichtstühle mit Akanthusschnitzereien bemerkenswert. Im Jahre 2012 wurde über dem Eingangsportal in einer Nische eine vom Burschenverein Nittendorf gestiftete Marienstatue aufgestellt.
- Schlossbrauerei Eichhofen
- Schloss Etterzhausen:

Die zweigeschossige Anlage mit achteckigem Turm wurde 1590 vom damaligen Besitzer vom Etterzhausener Hans Siegmund von Erlbeck in seiner heutigen Form erbaut. Nach der Zerstörung durch Brand im Dreißigjährigen Krieg wurde es wiederaufgebaut. Im Jahre 1799 wurde es vom damaligen Besitzer Friedrich Freiherr von Dittmer erweitert. Seit 1858 ist es im Besitz der Familie Fromm.
- Schloss Eichhofen (in Brauereibesitz):

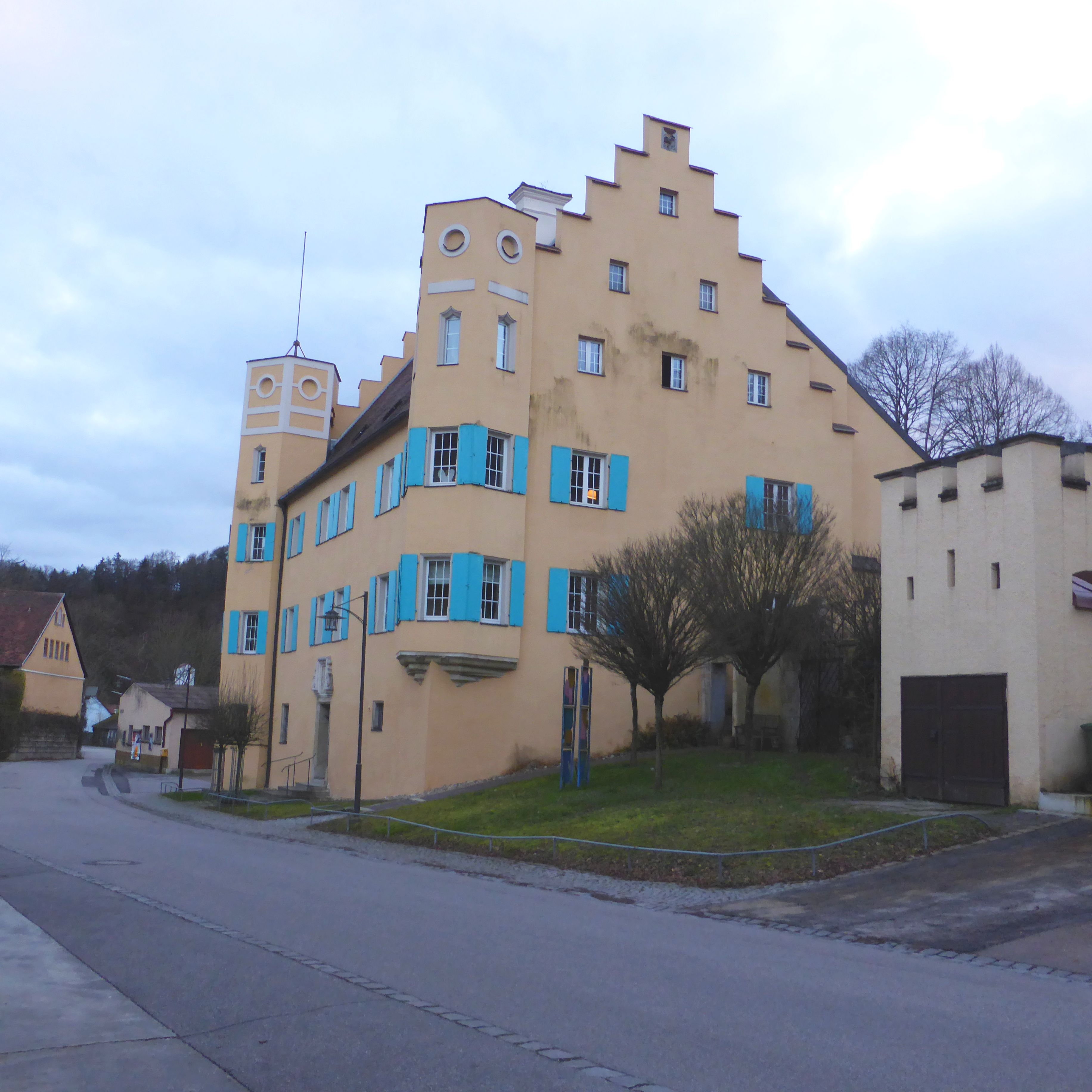
Schloss Eichhofen

Das heute dreigeschossige, rechteckige Gebäude stammt aus dem Anfang des 16. Jahrhunderts und wurde 1866 erweitert.
- Schloss Undorf, heute „Gasthof Müller“
- Kirche St. Leonhard (Penk)
- Haus Werdenfels:

Das Haus Werdenfels ist ein Werdenfelser Gebirgshaus. 1906 wurde es auf einer Ausstellung in Nürnberg errichtet. Geller von Kühlwetter kaufte das Musterhaus, ließ es als Privatvilla nahe Eichhofen aufstellen und gab ihm seinen Namen. 1929 kaufte es die Diözesanpräsenz und nutzte es als Jugenderholungsheim. 1934 und 1935 wurde das Haus um zwei Kapellen erweitert und als Exerzitienheim genutzt. 1940 beschlagnahmte es die SS und verwendete es als Durchgangslager. Nach weiteren Nutzungen als Heim für kranke Umsiedler und danach als Säuglingsspital der Stadt Regensburg wurde es 1945 von den Amerikanern beschlagnahmt. Seit 1947 ist es wieder Exerzitienhaus.
- Kirche in Schönhofen:

Schlichte mittelalterliche Kirche mit quadratischem Turm und Pyramidendach, Die Westwand besteht aus anstehendem Fels. Bemerkenswert ein Gedächtnisstein des Adelsgeschlechtes der Sauerzapf von 1708.
- Bergleutkirchlein St. Nikolaus in Haugenried:

Die kleine romanische Kirche wurde um 1150 von Bergleuten erbaut, die in der Gegend Eisenerz abbauten. Die Mauern sind aus großen Quadern errichtet und einen Meter dick. Der Legende nach soll die Kirche vom heiligen Bonifatius geweiht worden sein.
- Kapelle Maria zur Buche im Gemeindeteil Undorf:
- Vom Grafenrieder Weg und seinen Querstraßen aus bietet sich den Spaziergängern ein schöner Blick über das untere Naabtal, über den gesamten nördlichen Teil der Stadt Regensburg und den nahegelegenen Keilberg. An klaren Tagen sind von dort auch einige Höhenzüge des Bayerischen Waldes erkennbar, zum Beispiel der 60 Kilometer entfernte Pröller.
- Dorfkapelle St. Maria im Gemeindeteil Pollenried

### Bodendenkmäler
- Burgruine Loch
- Burgstall Schönhofen

### Natur
- Alpinensteig, Wanderweg durch Felsformationen des Fränkischen Jura mit Gipfelkreuz
- Räuberhöhle bei Etterzhausen: Die 24 Meter lange und 7 Meter hohe Höhle bot wohl in vergangenen gefährlichen Zeiten den Bewohnern der Umgebung Schutz. Über der Höhle sind noch die Reste eines quadratischen Turms (genannt Hohes Haus) erhalten, der wohl als Beobachtungsturm diente.

## Verkehr
- Autobahnanschluss Nittendorf an der Autobahn 3
- Staatsstraßen 2165, 2408, 2394 und 2660
- Bahnhöfe Etterzhausen und Undorf an der Bahnstrecke Nürnberg–Regensburg

## Schulen
- Grundschule in Nittendorf
- Mittelschule in Undorf

## Persönlichkeiten
Söhne und Töchter der Gemeinde
- Alexandra Kassen (1923–2017, geboren im Ortsteil Undorf), Leiterin des Theaters Senftöpfchen in Köln

Personen in Verbindung mit Nittendorf
- Hans Dorfner (* 1965), ehemaliger Fußballprofi, begann in Undorf mit dem Fußballspiel
- Winfried Vogt (* 1935 in München), Wirtschaftswissenschaftler und Hochschullehrer, bezog Wohnung in Nittendorf